# Хотел Риц Париз
Риц Париз је хотел у центру Париза, са погледом на Вандомски трг у 1. арондисману града. Рангиран међу најлуксузније хотеле на свету.
Хотел је 1898. године основао швајцарски хотелијер Цезар Риц у сарадњи са француским куваром Аугустом Ескофијером. Хотел је изграђен иза фасаде градске куће из осамнаестог века. Био је међу првим хотелима у Европи који је обезбедио сопствено купатило, струју и телефон за сваку собу. Брзо је стекао репутацију луксуза и привукао клијентелу која је укључивала краљевске породице, политичаре, писце, филмске звезде и певаче. Неколико његових апартмана је названо у част познатих гостију хотела, укључујући Коко Шанел, а коктел салон Бар Хемингвеј одаје почаст писцу Ернесту Хемингвеју .
Почев од 2012. године, хотел са 159 соба је прошао четворогодишњу реновацију вредну више милиона евра, која је поново отворена 6. јуна 2016. Иако се хотел није пријавио за признање „Палас“ од француског министарства економије, индустрије и запошљавања, његов Suite Impériale је француска влада уврстила на листу споменика националног значаја.
Због свог статуса симбола високог друштва и луксуза, хотел је представљен у многим запаженим делима белетристике, укључујући романе (Ф. Скота Фицџералда Блага је ноћ и Хемингвејевог Сунца се такође рађа), позоришне представе и филмови (комедија Билија Вајлдера из 1957. Љубав поподне и комедија Вилијама Вајлера из 1966. Како украсти милион ).

## Позадина и историја
Трг Вандом је покренуо маркиз де Лувоа и напуштен због недостатка средстава. Након Лувоове смрти, локацију је купио краљ Луј XIV, али су финансије понестало и пројекат је купио и завршио Џон Ло .
Лот број 15, локацију на Вандомском месту купио је 1705. Антоан Бито де Ваје, саветник Великог већа, кандидат Жане Баје де Ла Кур, удовице Николаса Баје де Ла Кур и који је деловао у име своје ћерке Ане. Жана га је завештала 1710. својој ћерки Ани, жени војводе Антоана де Грамона. Ана, собарица првог доктора Луја, Дакуина, затим Луја Сангуина, маркиза де Ливри, удала се за војводу Антоана Шарла IV од Грамонта који је своје име оставио у хотел партикулер Хотел де Грамонт који је саграђен на том месту. Године 1721. војвоткиња де Грамон, која је постала удовица, продала га је Данијелу Франсоа де Желасу од Воазена (1686–1762), витезу од Амбера и грофу од Лотрека, који је ту живео тридесет година. Продата је 1750. Шарлу де ла Вилету, благајнику ванредних ратова, који га је изнајмио принцу од Андоре, шпанском амбасадору. Од 1775. припадао је Клоду Дарасу, краљевом секретару, а затим је од 1788. године био заузет Управом о ликвидацији јавног дуга, а затим од 1792. године хипотекарним кредитом.
Фасаду је дизајнирао краљевски архитекта Жил Арден-Мансар . Године 1854. преузела су га браћа Переј, који су га претворили у седиште своје финансијске институције Кредит Мобилијер.
Године 1888., швајцарски хотелијер Цезар Риц и француски кувар Огист Ескофије отворили су ресторан у Баден-Бадену, а њих двојица су тада били позвани у Лондон од стране Ричарда Д'Оли Картеа да постану први менаџер и кувар хотела Савои, где су одржан од 1889. до 1897. Савоја под Рицом је одмах постигла успех, привлачећи угледну и богату клијентелу, на челу са принцом од Велса . Године 1897, Риц и Ескофије су обојица отпуштени из Савоје, када је Риц био умешан у нестанак вина и жестоких пића у вредности од преко 3400 фунти. Пре њиховог отпуштања, муштерије у Савои-у су их наводно позивале да отворе хотел у Паризу. Уз помоћ Александра Марније-Лапостола, Риц је купио палату и трансформисао бившу зграду Хотел де Грамонт у хотел са 210 соба. Изјавио је да је његова сврха хотела била да својој богатој клијентели пружи „сву префињеност коју принц може пожелети у свом дому“. Ангажовао је архитекту Чарлса Мевеса да ажурира оригиналну структуру из 1705. године. Риц-ови иновативни хигијенски стандарди захтевали су купатило за сваки апартман, максималну могућу количину сунчеве светлости и минимум завеса и других завеса. Истовремено, опремио је хотел свим старинским изгледом куће енглеског или француског џентлмена, како би се клијенти осећали као код куће.
Хотел је отворен 1. јуна 1898. на "блистав пријем". Заједно са кулинарским талентима свог млађег партнера Ескофијер-а, Риц је хотел учинио синонимом за раскош, услугу и фину трпезу, као што је оличено у термину "рици". То је одмах постало модерно међу париским друштвом, угостивши многе престижне личности током година, као што су Марсел Пруст, Ф. Скот Фицџералд, Ернест Хемингвеј, краљ Едвард VII и модни мајстор Коко Шанел, која је Риц учинила својим домом за више од тридесет година. Многи апартмани у хотелу су названи по својим познатим покровитељима. Хемингвеј је једном рекао: „Када си у Паризу, једини разлог да не останеш у Рицу је ако си то не може приуштити“.
1904. и 1908. године вртни кафић Риц је осликао швајцарски уметник Пјер-Жорж Жанио. Пруст је овде написао делове Сећања на ствари из прошлости око 1909. Зграда је проширена 1910. године, а Цезар Риц је умро 1918. године, а наследио га је његов син Чарлс Риц . Румунска краљица Марија одсела је у хотелу Риц са своје две најстарије ћерке, Елизабетом (Грчка) и Маријом (Југославија) 1919. док је водила кампању за Велику Румунију на Париској мировној конференцији . Многе друге истакнуте краљевске личности и шефови држава су током година спавали и вечерали у хотелу. Едвард VII се наводно једном заглавио у преуској кади са својом љубавницом у хотелу. Август Ескофије је умро 1935.
Након смрти Чарлса Рица 1976, хотел је ушао у период лаганог пропадања. Како је губио сјај, клијентела му се смањивала, а први пут у свом постојању почела је да губи новац. Спасио га је, међутим, 1979. египатски бизнисмен Мохамед Ал-Фајед, који је купио хотел за 20 долара. милиона и поставила новог генералног директора, Френка Клајна. Клајн је заузврат поставио Гаја Легаја, бившег шефа Ледоијена са три звездице, да буде задужен за кухињу. Ал-Фаиед га је потпуно обновио током неколико година без престанка његовог рада; ово је постигнуто анексијом две градске куће, спојене аркадом са многим водећим париским бутицима. Реновирање хотела водио је архитекта Бернар Гошерел од 1980. до 1987. године. Целокупна десетогодишња обнова коштала је укупно 250 долара милиона. Ресторани су добили нови изглед, а у подруму су направљени базен, клуб здравља и бање. Мали бар је преименован у Хемингвеј бар. Године 1988. основана је Риц-Ескофије школа француске гастрономије у част Огиста Ескофијеа.
Дана 1. августа 2012, Риц је затворен по први пут у својој историји ради обимне рестаурације. Планирано је да се поново отвори крајем 2015. године, али је овај датум касније промењен у март 2016. У 07:00 часова по локалном времену 19. јануара 2016. године избио је велики пожар на крову зграде. Одазвало се 15 ватрогасних возила и 60 ватрогасаца. Риц је поново отворен 6. јуна 2016. након великог четворогодишњег реновирања вредног више милиона долара.
У 21. веку, Риц је рангиран међу најлуксузнији хотел на свету и најскупљи у Паризу. Неки се на то позивају  као најбољи хотел у Европи и један од најпознатијих хотела на свету. То је један од "водећих хотела света".

## Значајна историјска дешавања
Током лета 1940. године, Луфтвафе, ваздушне снаге нацистичке Немачке током Другог светског рата, поставиле су свој штаб у Рицу, са својим шефом Херманом Герингом .
Ернест Хемингвеј, који је одсео у хотелу много пута после Другог светског рата, био је тамо када је сазнао да његова трећа жена, Марта Гелхорн, жели развод. Он је на ту вест реаговао тако што је њену фотографију бацио у Риц тоалет, а затим из пиштоља гађао фотографију и тоалет.
Војвода и војвоткиња од Парме су 22. априла 1955. у хотелу организовали бал за своју ћерку, принцезу Сесил Мари од Бурбон-Парме .
Дана 31. августа 1997, Дајана, принцеза од Велса и Ал-Фаједов син Доди Ал-Фајед, и њихов шофер Хенри Пол, вечерали су у Империјал апартману хотела пре него што су напустили хотел са телохранитељем Тревором Рис-Џонсом, само да би имали фатални саобраћајна несрећа у подвожњаку Понт де л'Алма.
Током 10. јануара 2018. петорица мушкараца украла су из хотела накит вредан милионе евра, а тројица су касније ухваћена пре него што су побегли.

## Архитектура
Палата и трг су ремек дела класичне архитектуре с краја владавине Луја XIV . Фасаду је пројектовао краљевски архитекта Мансар крајем 17. века пре него што је парцела купљена и градња је почела 1705. године. Хотел Риц се састоји од зграда Вандома и Камбона са собама које гледају на Вандомски трг и, на супротној страни, на хотелски врт.
Риц је био међу првим хотелима у Европи који је обезбедио сопствено купатило, телефон и струју за сваку собу. Хотел Риц је висок 4 спрата, укључујући мансардни кров, и од 2011. године нуди 159 соба, ресторан са две Михелин звездице, два бара и лежерни ресторан.

### Собе и апартмани
Седамдесетих година 20. века једна путописна публикација Холидеј је писала: „практично сваки краљевски шеф државе дремао је испод јоргана на најфинијим платненим чаршавима, испод 4.6 метара плафони у собама које гледају кроз огромне дупле прозоре на елегантно место Вандом.“  Фромер'с, који Риц назива „највећим хотелом у Европи“, описује намештај на следећи начин: „јавни салони су опремљени антиквитетима музејског калибра. Свака соба за госте је јединствено уређена, већина са репродукцијама Луја XIV или Луја XV ; сви имају фине простирке, мермерне камине, таписерије, месингане кревете и још много тога. Од када се Едвард VII заглавио у преуској кади са својом љубавницом, каде у Рицу су биле дубоке и велике.“  Купатила садрже јединствене златне лабудове славине и пешкире и огртаче у боји брескве, за које се верује да више ласкају него беле женском тену.
Риц је можда најскупљи хотел у Паризу, запошљава преко 600 људи, собе су од маја 2017. почеле од 1.100 евра по ноћи. Апартмани почињу од 3.500 €  и до 20.000 € по ноћи за оне најраскошније . Ови најбољи апартмани су познати као „Престиж апартмани“, укупно десет, који су према Рицу „свет за естете у коме ламперије из 18. века одјекују алегоријским плафонима, старим мајсторима и непроцењивим антикним намештајем. Сваки апартман је јединствен и чини се да сваки још увек одише духом славних гостију који су тамо некада боравили.“  Апартман Вендоме је један од најпространијих хотела, са намештајем Луја XIV, са темом црвене и слоноваче и великим прозорима који гледају на трг. Апартман Цезар Риц гледа на трг и садржи намештај Луја XV и портрет самог Рица. Соба је уређена у нијансама зелене и светло жуте са креветом с балдахином у једној просторији и свиленим цветним узорком у другој. Врата дневне собе апартмана обрубљена су златним листовима. Апартман Елтон Џон, уређен у јагодичасто-розе и крем боје, садржи две спаваће собе, дебели ружичасти тепих и прозоре у поткровљу. Џон је наводно ангажовао цео спрат за свој 42. рођендан. Виндзорски апартман садржи таписерије и позлаћене лајсне и портрете војводе (Едвард VIII) и војвоткиње од Виндзора. Они су украшени намештајем Луја XIV и бојама као што су бадем зелена, лосос и бисерно сива. Главна спаваћа соба је уређена у бисерно сивој нијанси коју Риц назива "Волис плава", омиљена Волис, војвоткиња од Виндзора . Апартман Коко Шанел у коме је Коко Шанел живела неких 35 година састоји се од две спаваће собе и дневног боравка и садржи коромандел лакове, кинески намештај, барокна огледала и велике софе са прошивом које је креирала Гранде Мадмоизеле.

#### Империјални апартман
Империјални апартман је најбољи апартман у хотелу и наведен је као национални споменик Француске сам по себи. Налази се на првом спрату и састоји се од две спаваће собе, великог салона и трпезарије. Сјајни лустери и прозори који гледају на Вандомски трг, масивно дугачко барокно огледало у златном оквиру између прозора, црвено-златне пресвлаке и кревет са балдахином за који се каже да је идентичан оном у спаваћој соби Марије Антоанете у Версају . Друга спаваћа соба је у стилу Луја XIV, са креветом од балдахина и стубовима. Апартман је раскошно украшен француском уметношћу, барељефима и панелима из 18. века који су заштићени статусом историјског споменика. Купатило је некадашњи будоар са погледом на врт Вандом, са облогама из 18. века и ђакузи кадом и тушем са парним купатилом, и има сопствени плазма телевизор и фрижидер за козметику, супротстављајући стару француску традицију са модерношћу 21. века, Поред садржаја као што су ДВД плејер, брзи интернет и факс, апартман има и Порше чајну кухињу са ХРОМА ножевима  у близини салона и има сопствени мали лични вински подрум испуњен разним француска вина. Током година овај апартман је угостио неке од најпрестижнијих гостију на свету од иранског шаха до Џорџа ХВ Буша . Апартман је био избор места становања Хермана Геринга током Другог светског рата и ту су Дајана, принцеза од Велса и Доди Ал-Фајед јели последњи оброк.

### Ресторани и барови

#### Л'Еспадон
Иако је нужно постојао хотелски ресторан од настанка Рица, тренутни хотелски ресторан, Л'Еспадон је основао Шарл Риц 1956. године. Био је страствени љубитељ пецања па је ресторан назвао по риби. Ресторан је инспирисан легендарним првим куваром хотела, Аугустом Ескофијеом, који служи "традиционални француски кулинарски стил са савременим призвуком". Кухињу је припремио награђивани кувар Мишел Рот, девети главни кувар хотела; ресторан је добио другу звездицу у издању утицајног Мишелиновог црвеног водича из 2009. године. Био је главни кувар ресторана до његовог затварања 1. августа 2012. ради потпуног реновирања. Главни кувар је раније био Гај Легај, који се наводи као један од највећих кувара Париза, који је служио од најмање 1986. до после 1999. Године 1999, часопис Ескуире је написао: „Трпезарија, Л'Еспадон, низ дуги ходник огледала и витрина, има блиставу формалност Регенси која као да се врти око вас, и довољно је лако замислити Хемингвеја како седи са Дитрихом да јело од кајгане на путеру кувара Гаја Легаја. . .“  Декор ресторана је описан као "раскошан са тромпе л'оеил плафонима, завесама и погледом на башту."  Дворишна башта је богата зеленилом и садржи неколико статуа и фонтану. Хотел ангажује пет или више цвећара да обезбеде свеже цвеће.

#### Барови
Хотел има неколико барова, и то Риц Бар, Бар Вендом, Бар Хемингвеј и Бар поред базена. Бар Риц, одмах на улазу у Ру Камбон са леве стране, стекао је репутацију током година због својих гламурозних коктела и јединствених барменских вештина Френка Мајера, главног бармена од 1921. до његове смрти 1947. Један од његових најпознатијих коктела био је моћни "Раинбов", који се састоји од анисета, менте, жуте шартрезе, вишњеве ракије, кумела, зеленог шартреза и коњака. Бар Риц је дизајниран у викторијанском стилу са фотељама од црвеног сомота и барским намештајем, мермерним камином и историјским портретима. Риц Бар је можда био први хотелски бар на свету.
Бар Хемингвеј је био омиљени бар Ернеста Хемингвеја и неки кажу бити родно место коктела Блади Мери који је измишљен за њега. Међутим, тврдња је спорна јер је Фернанд Пецио тврдио да је измислио пиће 1921. године док је радио у Харијевом њујоршком бару, честом париском окупљалишту Хемингвеја и других америчких исељеника, а не у бару у самом Рицу. Бар је враћен у првобитни изглед, са богатом дрвеном облогом и кожним пресвлакама, а на зидовима има 25 оригиналних фотографија које је направио аутор места и људи који су га инспирисали.
Бар Вендом је веома популаран међу богатим Парижанима за поподневни чај и садржи намештај од дрвета и клавир. Током летњих месеци врата се отварају на башту и терасу.

## Базен и Спа
Здравствени клуб Риц садржи базен, највећи у свим париским хотелским палатама и који је Риц прогласио „најбољим затвореним базеном у Паризу“. Конструкција базена инспирисана је купалиштима античке Грчке и старог Рима и садржи рељефе на плафонима и млазне токове и подводне звукове у базену. Клуб здравља има „објекат високе технологије“ и нуди низ здравствених третмана, од рефлексологије до шведске масаже и шиацуа .

## У фикцији
Због свог статуса симбола богатства и луксуза, хотел је представљен у многим запаженим делима фантастике.

### Романи и драме
Многи романи Изгубљене генерације садрже сцене у Рицу, као што су Блага је ноћ Ф. Скота Фицџералда и Сунце излази Ернеста Хемингвеја . Представа Ноела Кауарда Полусвет је можда најистакнутије дело које детаљно покрива хотел, пратећи ескападе екстравагантне, промискуитетне измишљене париске елите између 1924. и 1926. У роману Брета Истона Елиса Гламорама, група супермодела који су се претворили у терористе поставља бомбу домаће израде у Риц, што је резултирало његовим уништењем. У Да Винчијевом коду, протагониста, Роберт Лангдон, одседа у хотелу док је у Паризу, као и Андреа Сакс и Миранда Пристли у филму Ђаво носи Праду Лорен Вајсбергер . Посљедње поглавље романа о Џејмсу Бонду Ијана Флеминга Из Русије, с љубављу смештено је у хотел. Зликовац, Роза Клеб, остаје у соби 602 и упушта се у битку са Бондом која резултира њеном смрћу. У роману Џулијана Фелоуза Снобови (2004), они који присуствују момачкој вечери Ерла Броутона пре брака смештени су у Рицу.

### Филм
Хотел је глумио у неколико филмова, од којих је три глумила Одри Хепберн . У филму Стенлија Донена из 1957. Смешно лице, Кеј Томпсон плеше на улазном прилазу Рица и испред хотела, у пратњи групе плесача обучених као Риц-ови портирници. У комедији Билија Вајлдера из 1957. Љубав поподне, Хепберн започиње своју романсу са Геријем Купером у његовом апартману у хотелу и велики део филма је смештен тамо. Хотел се поново види у филму Како украсти милион из 1966. године, са романтичном сценом између Хепберн и Питера О'Тула у хотелском бару у којој Хепберн носи легендарну Живанши црну чипкасту маску за очи и одговарајућу коктел хаљину.